# OCaml
OCaml je v informatice implementace programovacího jazyka Caml, která byla rozšířena o objektově orientované konstrukce. OCaml je sada nástrojů obsahující interpret, překladač do bytecode i překladač do strojového kódu, který provádí optimalizace. Obsahuje rozsáhlou knihovnu funkcí, což v něm umožňuje dělat aplikace takové jako v Pythonu nebo Perlu.
Jazyk vytvořili v roce 1996 Xavier Leroy, Jérôme Vouillon, Damien Doligez, Didier Rémy a další jako open source projekt, který je dále spravován institucí INRIA.

## Základní principy
Programovací jazyky odvozené od ML jsou známé pro své staticky orientované typové systémy a typy odvozující kompilátory (překladače). OCaml sjednocuje pod ML typově orientované systémy funkcionální, imperativní a objektově orientované programování.
OCaml, jakožto jazyk se statickým typovým systémem, eliminuje velké množství programátorských chyb, které se jinak mohou objevovat až při běhu programu. Nutí programátora brát ohled na omezení typově orientovaného systému. Kompilátor s typovým odvozováním (inferencí) značně redukuje potřebu deklarace datového typu (obvykle není potřeba deklarace proměnných jako je to u jiných programovacích jazyků, například v jazyce Java).
OCaml je možná nejvýznamnější z vedlejších programovacích jazyků vzniklých na akademické půdě, s ohledem na výkonnost. Díky tomu, že je to staticky orientovaný typový systém, není možný výskyt typových chyb za běhu. Další výhodou je, že zabraňuje[kdo?] typování za běhu programu, které snižuje výkonnost dynamických jazyků, přičemž je stále zaručen (pouze) typově bezpečný chod programu.

## Vlastnosti
OCaml distribuce obsahuje:
- Rozšířitelný parser a makro jazyk jménem Camlp4, který umožňuje OCaml syntaxi rozšířit nebo dokonce nahradit
- Scanner a parser nástroje nazvané ocamllex a ocamlyacc
- Debugger, který podporuje zpětné krokování pro zkoumání chyb
- Generátor dokumentace
- Profilování – pro měření výkonnosti

Kompilátor nativního (strojového) kódu je dostupný pro mnohé platformy, včetně Unix, Microsoft Windows a Apple Mac OS X.
OCaml bytecode a nativní kód programu může být napsán ve vláknech. Nicméně garbage kolektor není navržen pro běh ve vláknech, symetrický multiprocessing není podporován.

## Ukázky kódu
Základní příkaz ocaml vypíše verzi programu:
```
  $ ocaml
       Objective Caml version 3.09.0

  #
```

Kód může být zapsán na # řádku. Například pro výpočet 1 + 2 * 3:
```
  # 1 + 2 * 3;;
  - : int = 7
```

OCaml odvozuje datový typ z výrazu jako int (integer) a vrací výsledek „7“.

### Ahoj světe
Následující program „bonjour.ml“:
```
 
print_endline
 
"Bonjour Monde!"
;;

```

může být zkompilován do bytecodu:
```
$ ocamlc bonjour.ml -o bonjour
```

a spuštěn:
```
$ ./bonjour
Bonjour Monde!
$
```

### Součet seznamu integerů
Seznam je jeden z nejzákladnějších datových typů v OCaml. Následující příklad sčítá seznam integerů.
```
let
 
rec
 
sum
 
xs
 
=

  
match
 
xs
 
with

    
|
 
[]
 
->
 
0

    
|
 
x
 
::
 
xs'
 
->
 
x
 
+
 
sum
 
xs'

```

```
 # sum [1;2;3;4;5];;
 - : int = 15
```

### Quicksort
OCaml má výstižné výrazy rekurzivních algoritmů. Následující příklad implementuje quicksort algoritmus pro třídění seznamu vzestupně.
```
 
let
 
rec
 
quicksort
 
=
 
function

   
|
 
[]
 
->
 
[]

   
|
 
pivot
 
::
 
rest
 
->

       
let
 
is_less
 
x
 
=
 
x
 
<
 
pivot
 
in

       
let
 
left
,
 
right
 
=
 
List
.
partition
 
is_less
 
rest
 
in

       
quicksort
 
left
 
@
 
[
pivot
]
 
@
 
quicksort
 
right

```